# Пумапард
Пумапард — гибрид пумы и леопарда. Может появиться только в условиях неволи, поскольку природные ареалы этих видов не пересекаются.
Пумапард склонен к карликовости и вдвое мельче родительских видов. Строением тела он похож на пуму. Его ноги короткие, а хвост длинный. Известны особи разной окраски: песчаной, тёмно-жёлтой или серо-коричневой. На шкуре есть пятна, как у леопарда, но не такие яркие.
Чучело пумапарда хранится в Natural History Museum at Tring, Англия.

## История
Первые сведения о появлении гибрида в цирке Ringling Brothers Circus были опубликованы в газете The Chicago Chronicle в 25 апреля 1896 года, после чего  поставщик животных Карл Хагенбек в 1898 году доставил животное в Великобританию, где чучело зверя сохранилось в Музее естествознания в Тринге. Пумапард Хагенберга был выкормлен самкой фокстерьера, и на оригинальной фотографии они были изображены вместе. Кроме того, Хагенбек предоставил и результат обратного скрещивания, лепуму, в Берлинский зоопарк, где это животное было описано Людвигом Хеком. В 1908 году это животное было описано Генри Шерреном (Henry Scherren).